# Magenta (angielski zespół muzyczny)
Magenta – angielski zespół muzyczny muzyki folk z lat 70. XX w.
Powstali w 1974 jako grupa 4-osobowa. Po odejściu dwu członków, śpiewali duetem jako brat i siostra. W 1977 ponownie przekształcili się w 4-osobowe ensemble.
Byli dobrze znani w Anglii przez entuzjastów muzyki ludowej i folku, często występując w klubach.  W swoim pierwotnym zestawieniu słynęli z ciekawego śpiewu harmonicznego na trzy kobiece głosy. Po zmianach w 1977, w składzie pozostała tylko jedna kobieta.
Nagrali album Canterbury Moon (1978), wydany przez firmę Kissing Spell w Wielkiej Brytanii i nadal przez nią sprzedawany jako płyta kompaktowa. We wczesnych latach 80. nagrali kolejne  albumy Recollections i Wot's Next Then?, które ukazały się bez poparcia firmowego (jako ang.: private label).